# Sark

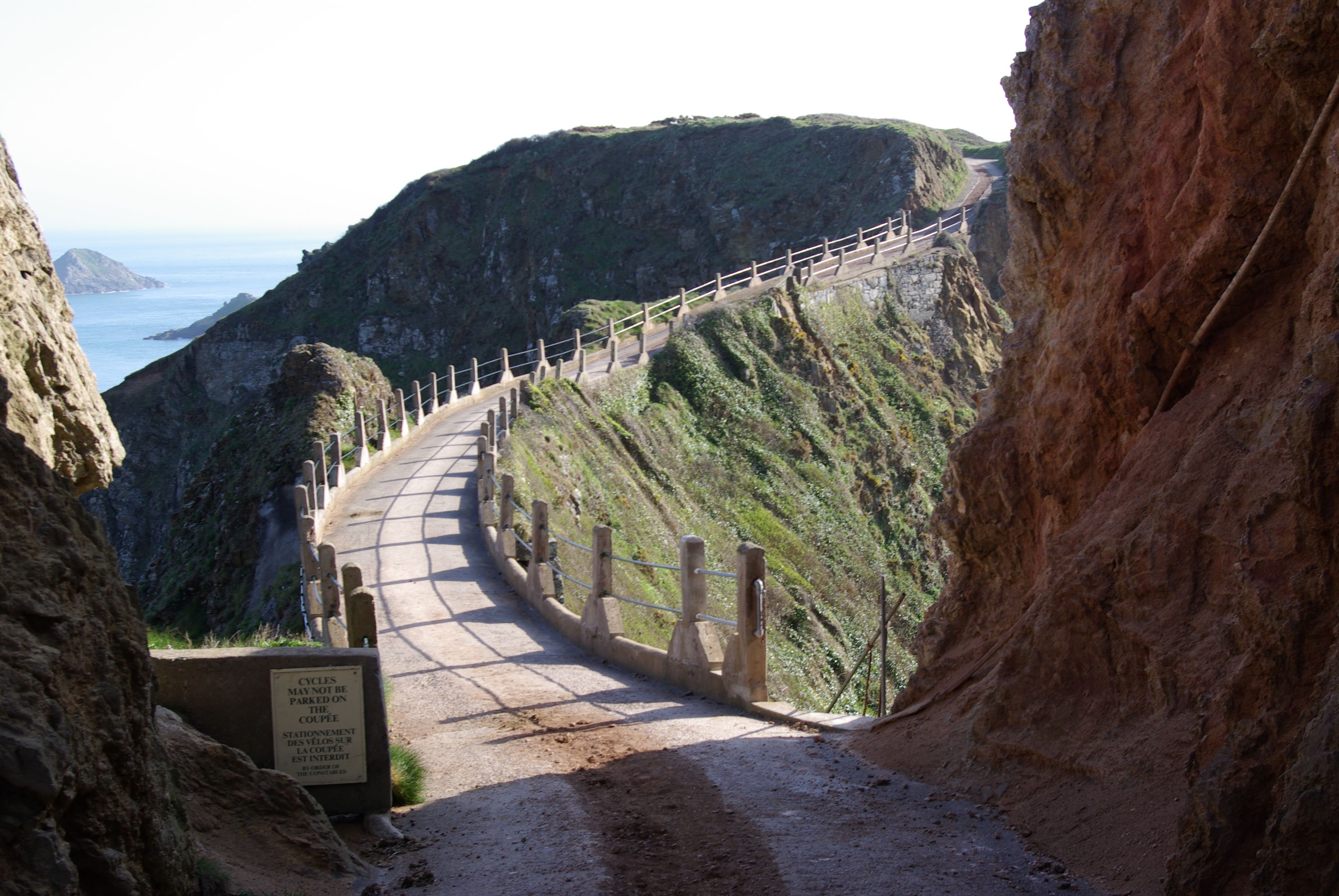
„La Coupée“ zwischen den beiden Teilen Sarks

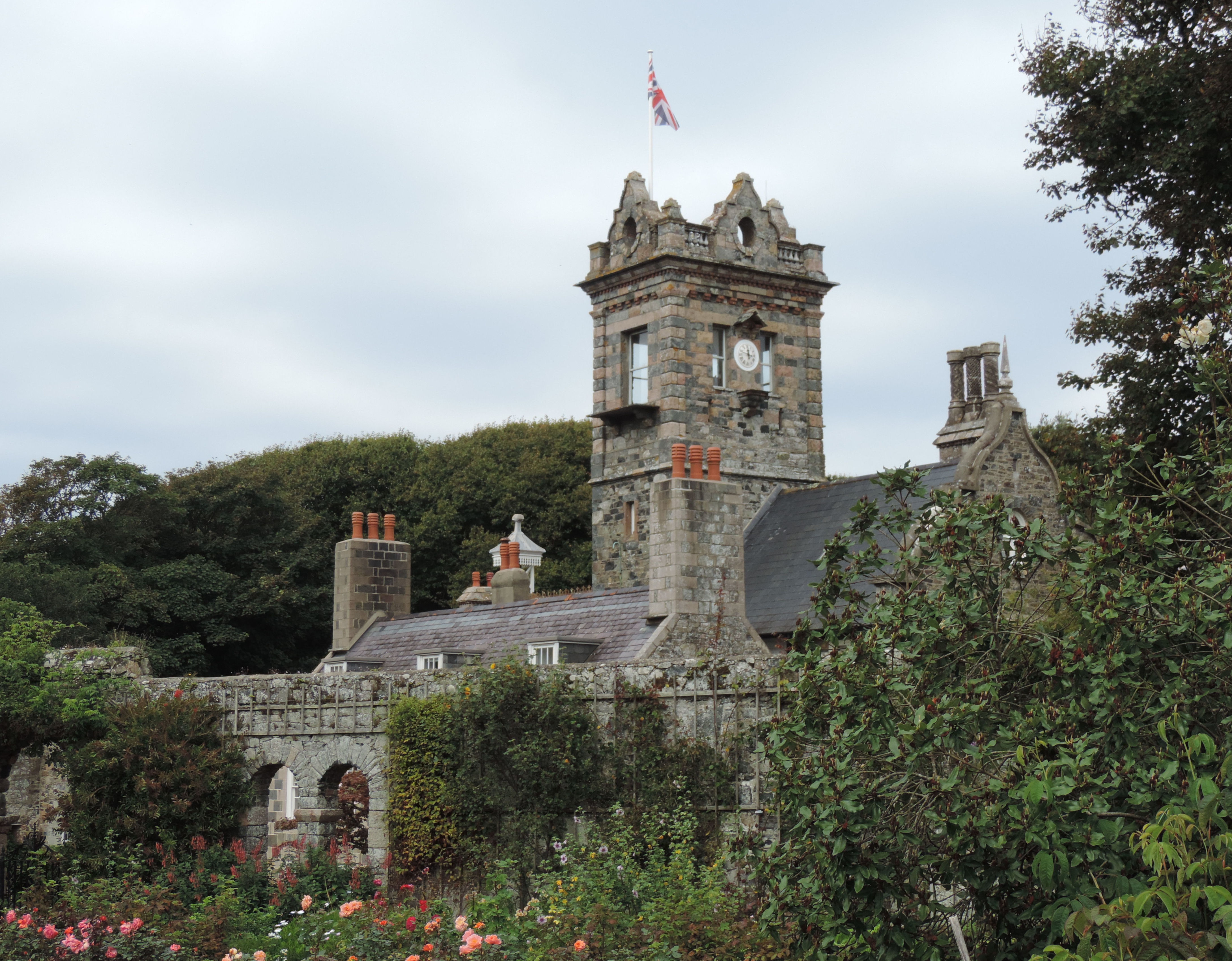
Die Seigneurie – das Herrenhaus – auf Sark

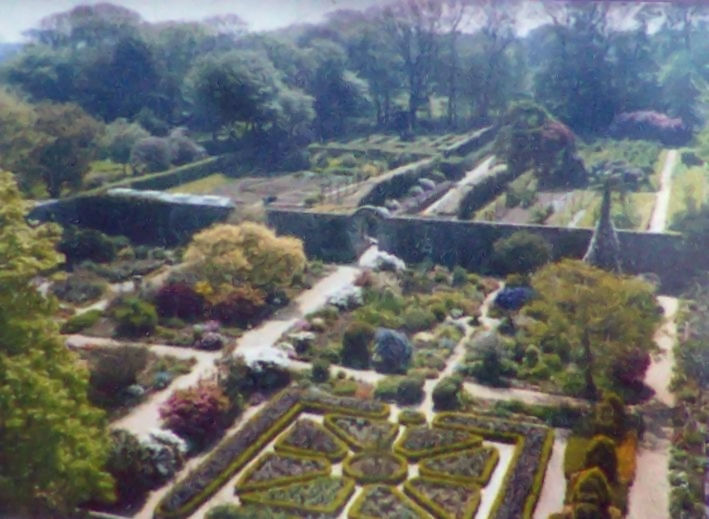
Die Gärten der Seigneurie

| Flagge von Sark | Wappen von Sark |
| Flagge          | Wappen          |

Sark ([sɑːk], französisch Sercq [sɛʀ]) ist mit 5,5 km² Fläche die viertgrößte der Kanalinseln. Die von etwa 500 Personen (Stand 2015) bewohnte Insel gehört zur Vogtei Guernsey (Bailiwick Guernsey). Die Kanalinseln sind weder Teil des Vereinigten Königreichs noch Kronkolonien, sondern als Kronbesitzungen, den crown dependencies Vogtei Guernsey und Vogtei Jersey, direkt der britischen Krone unterstellt. Westlich, in unmittelbarer Nachbarschaft, liegt die politisch zu Sark gehörende kleinere Insel Brecqhou, deren Eigentümer die Unabhängigkeit von Sark anstreben. Auf Sark sind keine Autos erlaubt, auch asphaltierte Straßen gibt es nicht.
Sark wird bisweilen als „letztes Bollwerk des Feudalismus“ charakterisiert, das in den 2000er Jahren aber zur „Demokratie“ gereift sei. „Bis 2008 […] wurden die Sarkees […] vom letzten Feudalstaat Europas regiert.“ Tatsächlich ist das Lehen bis heute die einzige Form des Landbesitzes, „echtes Grundeigentum gibt es nicht“. Die praktische Relevanz des Lehnswesens ist jedoch Gegenstand von Reformen; insbesondere ist es seit den ersten demokratischen Wahlen (2008) nicht mehr bestimmend für die Zusammensetzung des Inselparlaments.

## Geographie
Sark besteht aus zwei hohen Felseninseln, Great und Little Sark, die nur durch einen kurzen, bis zu 100 m hohen Grat, La Coupée, miteinander verbunden sind. La Coupée besitzt erst seit 1900 ein Geländer und wurde 1945 von deutschen Kriegsgefangenen zu einer betonierten Straße ausgebaut.
Die höchste Erhebung auf Sark beträgt 114 m. Das Klima ist gleichmäßig und ähnlich dem in Devon und Cornwall. Es gibt im Winter nur selten Frost, die Winterstürme sind aber bisweilen stark genug, um den Bootsverkehr zu unterbrechen. Eine wichtige Rolle spielen die Gezeiten; auf den Kanalinseln herrschen verhältnismäßig starker Tidenhub und Gezeitenströme. Auf Sark ist daher die Installation eines Gezeitenkraftwerks im Gespräch.
Es gibt keine Ortschaften, sondern nur Ansammlungen von Gebäuden entlang der Straßen oder in der Nähe von wichtigen Punkten. Nördlich der Seigneurie, dem Regierungssitz Sarks, liegt L’Écluse, die größte dieser Ansammlungen. Der größte Ort Little Sarks ist Little Sark Village, das aus sieben Häusern besteht.

### Fauna und Flora
Auf die Insellage Sarks sind Besonderheiten in der Fauna zurückzuführen: Es gibt hier weder Reptilien noch größere Säugetiere. Kaninchen und Ratten sind die derzeit größten wildlebenden Säugetiere. Der Igel (Braunbrustigel) wurde erst 1986 eingeführt. Dagegen kommt auf Sark die auf Guernsey und in der benachbarten Normandie nicht vorkommende Gartenspitzmaus vor.

### Bevölkerung
Auf Sark lebten im Jahr 2015 etwa 500 Menschen. Ein Zensus wurde zuletzt 1999 durchgeführt. Von den zu diesem Zeitpunkt 591 Einwohnern waren 37,7 % auf der Insel geboren. Es ergab sich folgende Altersverteilung (zum Vergleich auch die Daten des Bailiwick of Guernsey und der Bundesrepublik Deutschland):
|       | Sark (1999) | Guernsey (2008) | Deutschland (2008) |
| 0–14  | 16 %        | 14,6 %          | 13,8 %             |
| 15–64 | 61,3 %      | 67,5 %          | 66,2 %             |
| ≥ 65  | 22,8 %      | 17,9 %          | 20 %               |

Beim Vergleich der Prozentsätze ist auf das jeweilige Datum zu achten; die Zahlen für Sark sind neun Jahre älter als die übrigen. Die typischen demographischen Veränderungen (mehr ältere Menschen etc.) sind auch in diesem Zeitraum schon erkennbar; damit sind die Zahlen nicht ganz vergleichbar. Der deutlich höhere Anteil Sarks an Einwohnern über 65 wird dadurch nur noch auffallender.

#### Sprache
Die Umgangssprache auf Sark ist heute Englisch, zum Teil mit dem lokalen Einschlag der Kanalinseln. Besonders die Ortsnamen deuten aber auf die früher dominierende französische Sprache hin. Sarks ursprüngliche Mundart, das Sercquiais, ist ein normannischer Dialekt. Nahe verwandt mit dem Sercquiais ist die westliche Variante des auf Jersey gesprochenen Jèrriais, da die meisten Siedler Sarks einst von Jersey kamen. Als Amts- und Kirchensprache fand hochsprachliches Französisch Verwendung. 1787 soll Englisch auf Sark noch unbekannt gewesen sein.
Sercquiais, ursprünglich trotz der geringen Größe des Sprachgebiets in mindestens zwei Varianten gegliedert, war vor dem Zweiten Weltkrieg die vorherrschende Umgangssprache der einheimischen Bevölkerung. Nach Schätzungen von 1998 wird Sercquiais heute von weniger als 20 Personen (3,3 % der Bevölkerung) beherrscht. Es ist vom Aussterben bedroht.

#### Religion

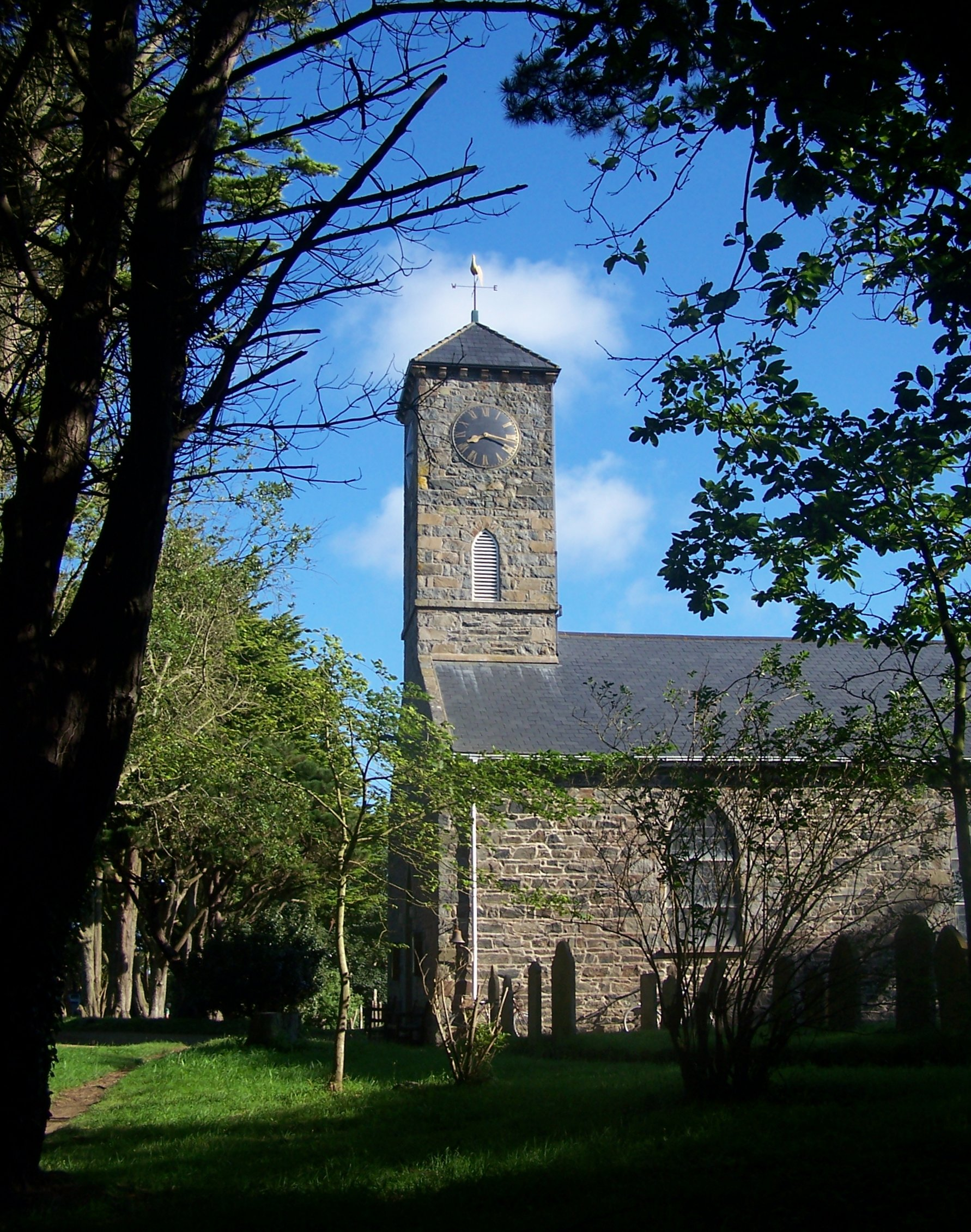
Anglikanische Kirche auf Sark

Die Einwohner Sarks sind vorwiegend anglikanisch. Die anglikanische Church of St. Peter (1820 erbaut, Turm von 1883) ist dem Dekanat Guernsey zugeordnet, das wiederum dem Bischof von Winchester untersteht. Der Seigneur, unterstützt von dem Dekan und den Gemeindevorstehern, übernimmt de facto die Auswahl des Priesters. Eine wichtige Minderheit sind die Methodisten, die auf Sark seit Ende des 18. Jahrhunderts etabliert sind und eine eigene Kapelle (erbaut 1924) sowie Räumlichkeiten für die Sonntagsschule besitzen.

### Wirtschaft und Infrastruktur

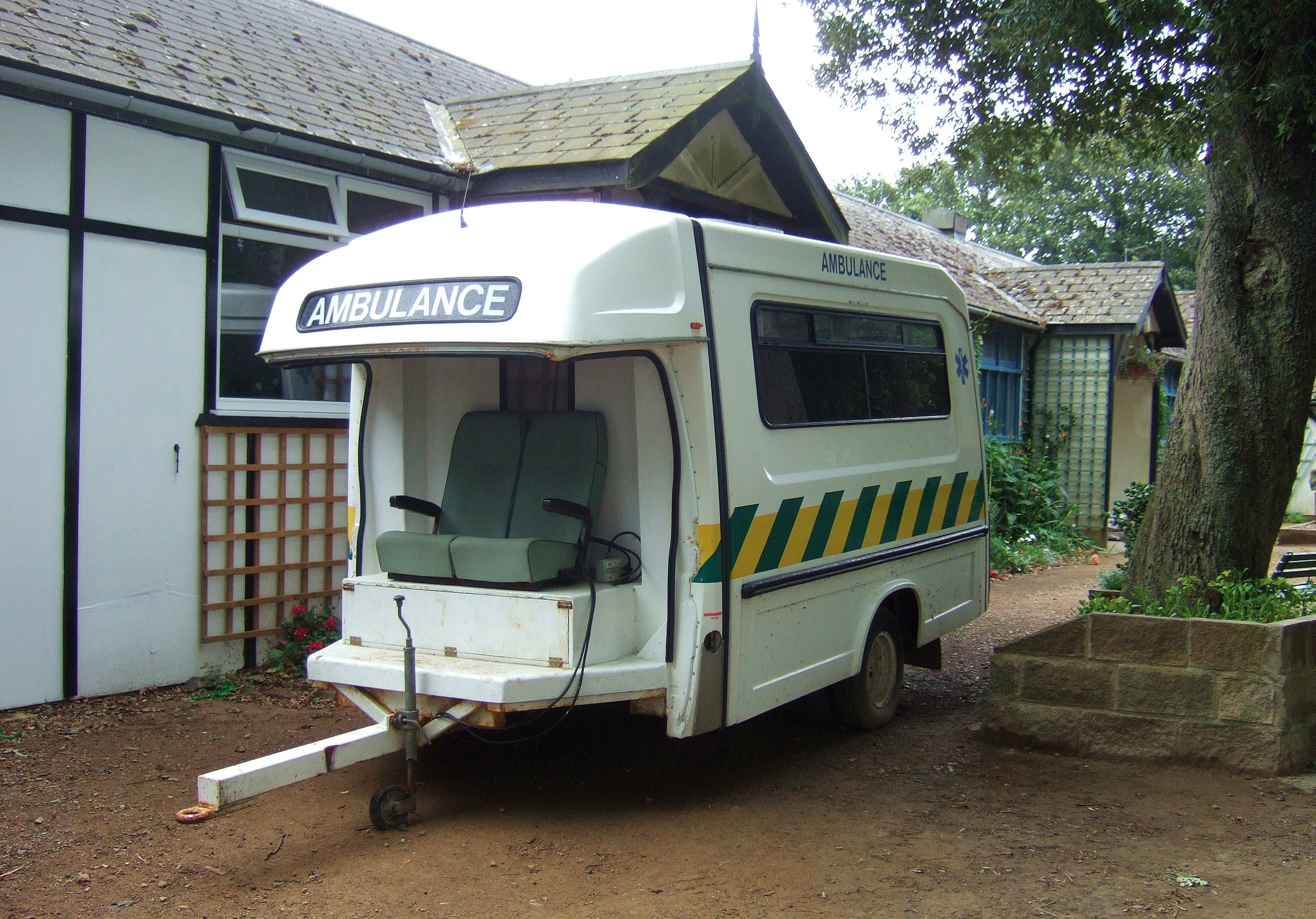
Der von einem Traktor gezogene Krankenwagen

Der Tourismus spielt eine wichtige Rolle. Er lässt die Einwohnerzahl (normalerweise 600) im Sommer auf über 1000 steigen, auf ihn sind auch Termine wie die Reparatur von Straßen abgestimmt. Auf den Straßen existiert weder Asphalt noch eine Beleuchtung. Das Überfliegen der Insel ist verboten. Schon vor dem Zweiten Weltkrieg wurden PKW für unzulässig erklärt. Auch Traktoren sind nur für wichtige geschäftliche Verwendungen erlaubt – Passagiere dürfen sie, außerhalb des steilen Harbour Hill, nicht befördern. Ersatzweise werden Pferdekutschen und Fahrräder eingesetzt. Sogar der Krankenwagen wird von einem Traktor gezogen.

### Sehenswürdigkeiten
Im Herzen der Insel verläuft The Avenue, die „Hauptstraße“ Sarks. In dieser Gegend befinden sich viele Läden sowie einige Sehenswürdigkeiten:
- St. Peter’s Church, erbaut 1820. In dieser Zeit hatte die britische Regierung Geld für den Bau neuer anglikanischer Kirchen bereitgestellt, um die Ausbreitung des Methodismus einzudämmen.[12]
- Eine Methodistenkapelle, erbaut 1924 als Ersatz für ein abgerissenes älteres Gebäude (weniger zentral erbaut 1796)[10]
- Das Gefängnis, erbaut 1856 als Ersatz für einen älteren Vorgängerbau
- Eine Windmühle, erbaut 1571, die der Seigneur bis 1920 für sein Mühlmonopol nutzte. Auch danach noch wurde das Getreide vom Seigneur gemahlen, wenn auch mit moderneren Methoden.[11]
- Le Manoir, ein Gebäude, das früher als Wohnhaus des Seigneurs diente. Das Gebäude wurde bereits vom ersten Seigneur Hellier de Carteret (Seigneur 1564/65–1581) erbaut; die Fassade stammt von 1810. Im rechten Winkel schließen sich weitere Anbauten an, darunter ein noch älteres Wohnhaus des Seigneurs sowie Räumlichkeiten, die bis ins 19. Jahrhundert Kirche und Schule der Insel beherbergten.[13]
- Little Sark Dolmen

Etwas weiter abseits, im Nordwesten der Insel, liegt die Seigneurie, das gegenwärtige Herrenhaus. Dieses Gebäude gehörte ursprünglich zum Lehen La Perronerie und wurde erst 1730 mit dem Kauf der Insel durch die le Pelleys, die Eigentümer von La Perronerie, zur Seigneurie. Das ursprüngliche Haus auf La Perronerie, das einem älteren einstöckigen Typ der Häuser auf Sark entsprach, wurde 1927 abgerissen. Der älteste Bestandteil des heute noch stehenden Gebäudes ist zweistöckig und wurde ca. 1675 erbaut; seine Fassade folgt dem auf Jersey üblichen Muster, wie viele der Häuser, die Anfang des 18. Jahrhunderts erbaut wurden und, im Vergleich zu den älteren Bauten, den gestiegenen Wohlstand der Insel spiegeln. 1854 kamen wesentliche Anbauten hinzu, darunter ein Salon und der markante Turm. Größtenteils dem 20. Jahrhundert entstammen die für Touristen zugänglichen sehr weitläufigen Außenanlagen der Seigneurie, wo ein teils symmetrischer Garten mit zahlreichen exotischen Pflanzen und einige historische Objekte (Geschütze, alte Telefonzelle, Obstmühle) zu besichtigen sind.

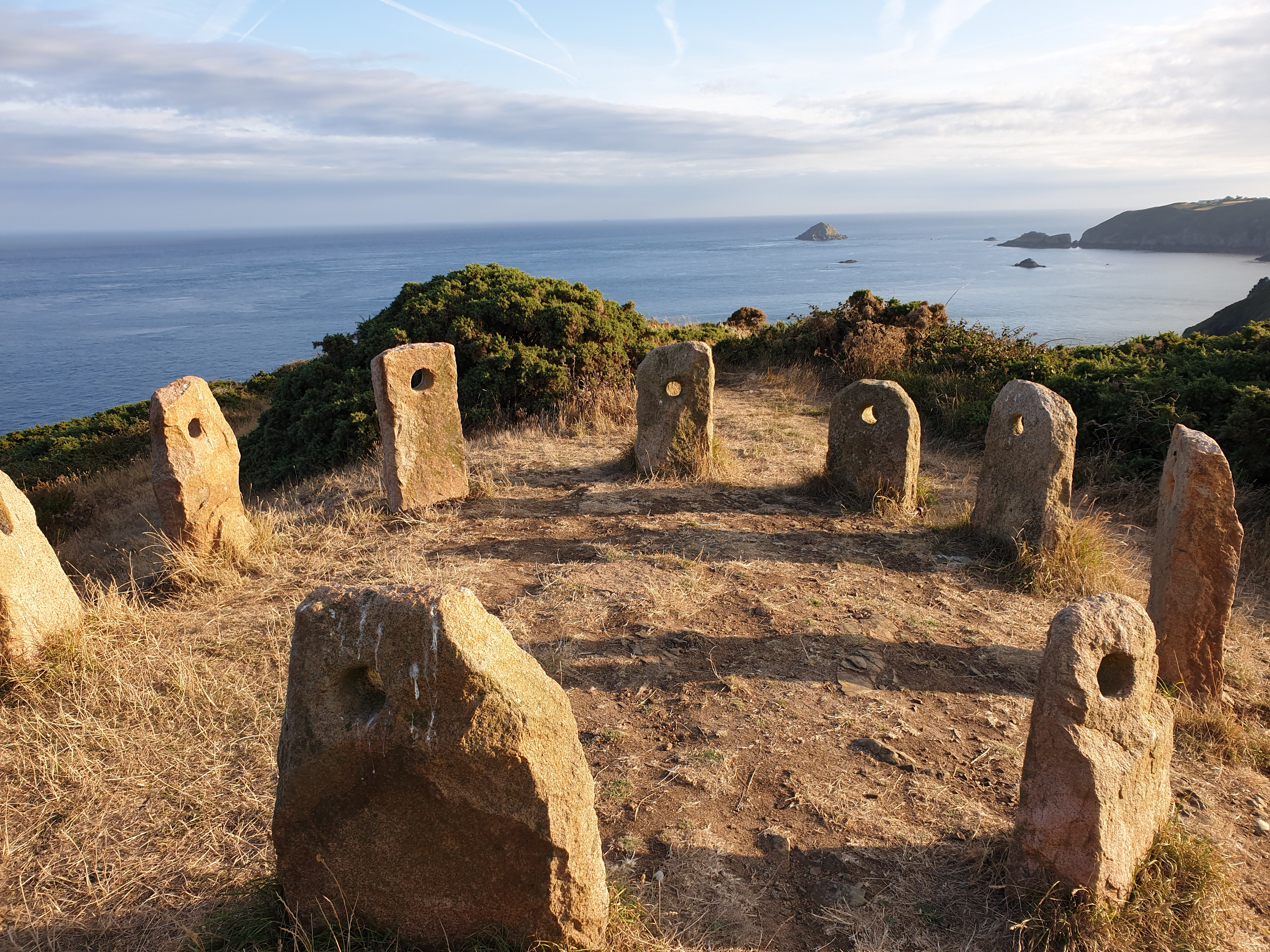
Sark Henge

Der 2015 errichtete, Sark Henge genannte kleine Steinkreis im Südosten der Insel soll an die Belehnung von Hellier de Carteret durch Queen Elizabeth I. vor 450 Jahren erinnern. Von dem wenige Meter durchmessenden Steinkreis eröffnet sich die Aussicht auf die Derrible Bay.

## Politisches System
Die Verfassung der Insel geht auf königliche Urkunden des 16. und 17. Jahrhunderts (erstmals 1565) zurück und änderte sich im Laufe der Jahrhunderte geringfügig. Im 20. und 21. Jahrhundert wurde sie in verfassungsartigen Gesetzen festgeschrieben und modifiziert, erstmals geschah das in der Constitution von 1922 und ganz entscheidend im Reform Law (Reformgesetz) von 2008, nochmals geändert 2013.
Wichtig sind die folgenden Regelungen, Amtsträger und Institutionen:
- Das Lehnswesen, daran beteiligt
  - die britische Krone, derzeit König Charles III.
  - der Seigneur de Sercq (Seigneur of Sark) als Vasall der Krone, derzeit Christopher Beaumont[17]
  - die Tenants (als Aftervasallen, also als Lehnsmänner, die ihr Lehen selbst von einem Vasallen erhalten haben).
- Die autonome Stellung Sarks innerhalb des Bailiwick of Guernsey, d. h. der Vogtei Guernsey.
- Der Seneschal nebst Vertretern (dessen Gerichtshof „alle judikative Gewalt“ innehat).
- Das Chief Pleas als gewähltes Parlament (das „alle legislative und exekutive Gewalt“ innehat).
- Einzelne Amtsträger mit speziellen Funktionen, teils vom Seigneur, teils vom Chief Pleas ernannt.

Die Geschichte des politischen Systems wird weiter unten abgehandelt; im Folgenden werden lediglich die Eckdaten genannt, die für die Entwicklung des jeweiligen Elements relevant sind.

### Lehnswesen

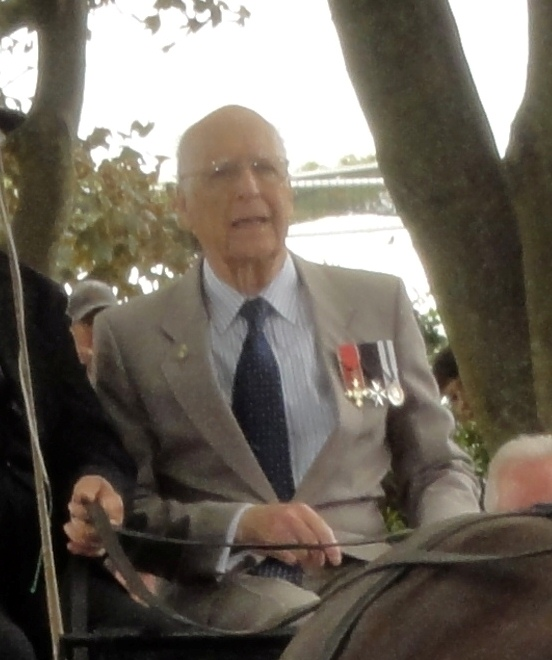
Seigneur John Michael Beaumont bei einem Besuch des Prince of Wales 2012

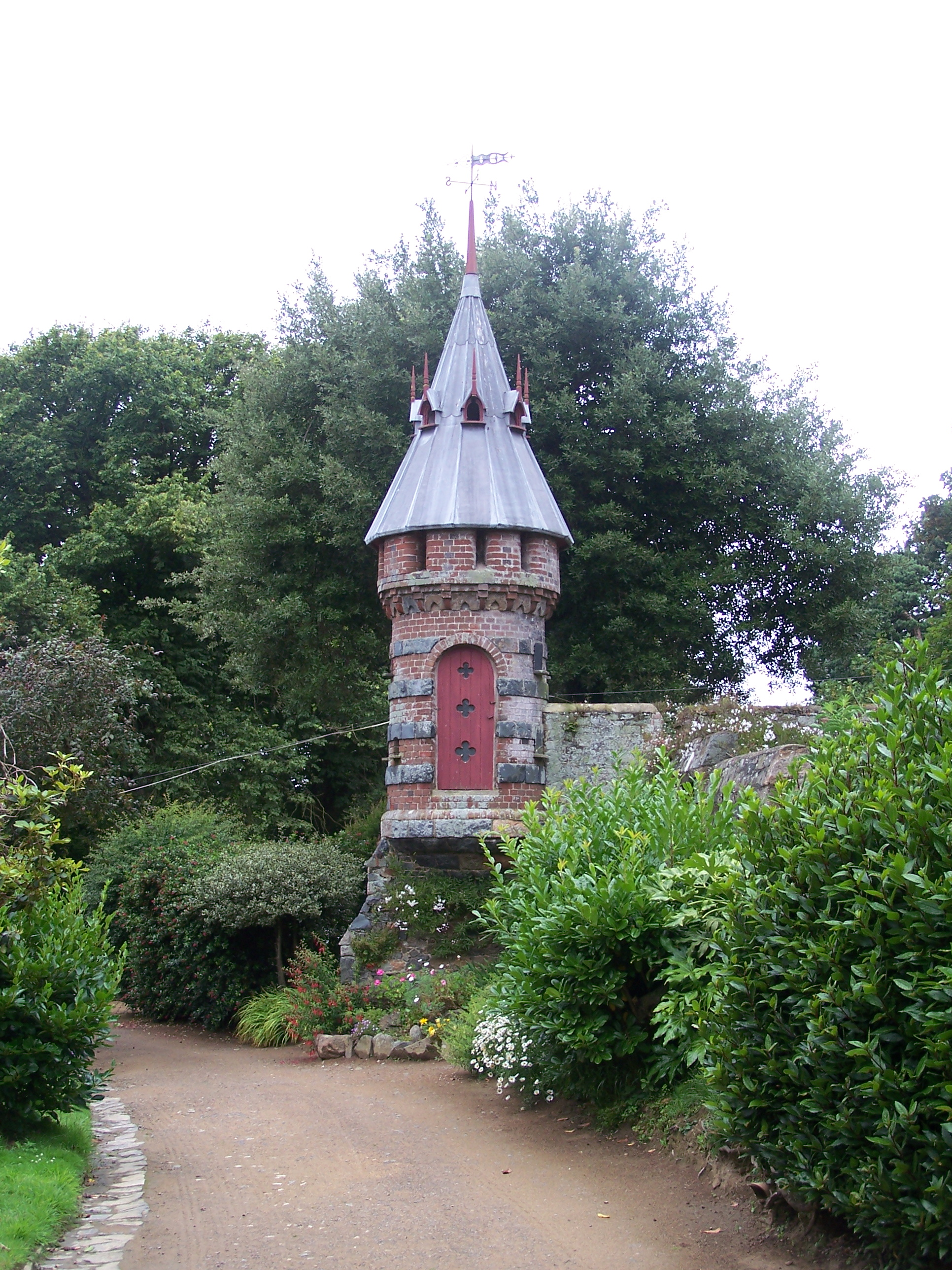
Der Taubenturm auf dem Gelände der Seigneurie – ein Symbol für das Recht des Seigneurs, Tauben zu züchten

Auf Sark gilt bis heute das Lehnswesen. Lehnsbindungen bestehen einerseits zwischen dem britischen Monarchen, König Charles III., und seinem Vasallen, dem Seigneur der Insel, (Rechtsform Fief Haubert) sowie andererseits zwischen dem Seigneur und den ihm untergeordneten Grundbesitzern (Aftervasallen). Diesen Verhältnissen unterliegt aller Grundbesitz, und sie bestimmen den rechtlichen Status der Insel als Ganzes. Die Grenzen des dem Seigneur vom Monarchen anvertrauten Lehens sind zugleich die Grenzen der autonomen politischen Körperschaft Sark.
Gegenüber dem König hat der Seigneur die Verpflichtung, die Insel ständig von 40 bewaffneten Männern besetzt zu halten. Ihm muss er ferner ein Zwanzigstel Knight’s fee jährlich zahlen; diese war ursprünglich eine Einheit, in der entsprechend dem Wert eines Lehens die vom Vasallen an den Lehnsherrn, den König, zu zahlende Abgabe berechnet wurde. Heute zahlt der Seigneur von Sark dem König £1,79.
Er hat zudem ein Vetorecht im Chief Pleas, dem Inselparlament, und ernennt bestimmte Amtsträger. Traditionell hat er als Einziger das Recht, Tauben zu halten. Weitere Privilegien, etwa das Recht zur Ernennung des Seneschalls, zur Haltung einer nicht sterilisierten Hündin (sonst auf der Insel verboten), beim Verkauf von Grundstücken congé, seine Zustimmung, zu geben oder zu verweigern und eine Abgabe, den treizième, von den Aftervasallen einzufordern, wurden in den vergangenen Jahren abgeschafft (im Falle des treizième gegen eine feste Zahlung aus dem öffentlichen Haushalt); das Einsammeln des Kornzehnten und das Mühlprivileg waren schon länger weggefallen. Der Seigneur kann die Insel sowohl vererben als auch mit Zustimmung des Königs verkaufen. Im Besitz der gegenwärtig amtierenden Familie ist sie seit 1852.
Diese Lehensbindung wiederholt sich auf der nächstunteren Ebene zwischen dem Seigneur und den Tenants. Eine besondere Rolle spielen dabei diejenigen Tenants, die ein Quarantaine Tenements besitzen, d. h. eines der 40 Grundstücke, die die Besiedlung der Insel mit 40 Mann (französisch quarantaine) gewährleisten sollten. „Echtes Grundeigentum gibt es nicht; alles Land wird vom Seigneur unbefristet zum Lehen genommen. Jedes der 40 Grundstücke, in die die Insel aufgeteilt ist, (sowie einige andere Grundstücke unter Lehnsrecht) kann nur als vollständige Einheit und an einen einzigen Erben weitergegeben werden, sofern es nicht an einen Außenstehenden verkauft wird.“ Häufiger als diese direkt zum Lehen genommenen Güter sind allerdings gepachtete Grundstücke, die Teilstücke eines Tenements sein können. Die Tenants der Quarantaine Tenements (sowie bestimmter anderer Grundstücke) sind traditionell dazu verpflichtet, einen bewaffneten Mann (in Einzelfällen zwei) zur Verteidigung der Insel bereitzuhalten; so wird die Verpflichtung des Seigneurs dem König gegenüber erfüllt.
Das Lehnswesen, wie es auf Sark bis heute gilt, entwickelte sich dort im 16. und 17. Jahrhundert. Praktische Konsequenzen, etwa die Privilegien des Seigneurs und die den Tenants der Quarantaine Tenements garantierten Sitze im Chief Pleas, dem Inselparlament, wurden zu Beginn des 21. Jahrhunderts eingeschränkt. Dabei gilt, was bereits im Gesetz zur Abschaffung des Congé und des Treizième festgelegt wurde: Änderungen berühren nicht „das Lehensverhältnis und die mit ihm zusammenhängenden Pflichten“, weder zwischen dem König und dem Seigneur noch zwischen dem Seigneur und den Personen, die „irgendeinen Teil, ein Tenement [oder] ein Afterlehen“ von Sark oder ein dazugehöriges Gebiet besitzen.

### Gesetzgebung und Autonomie

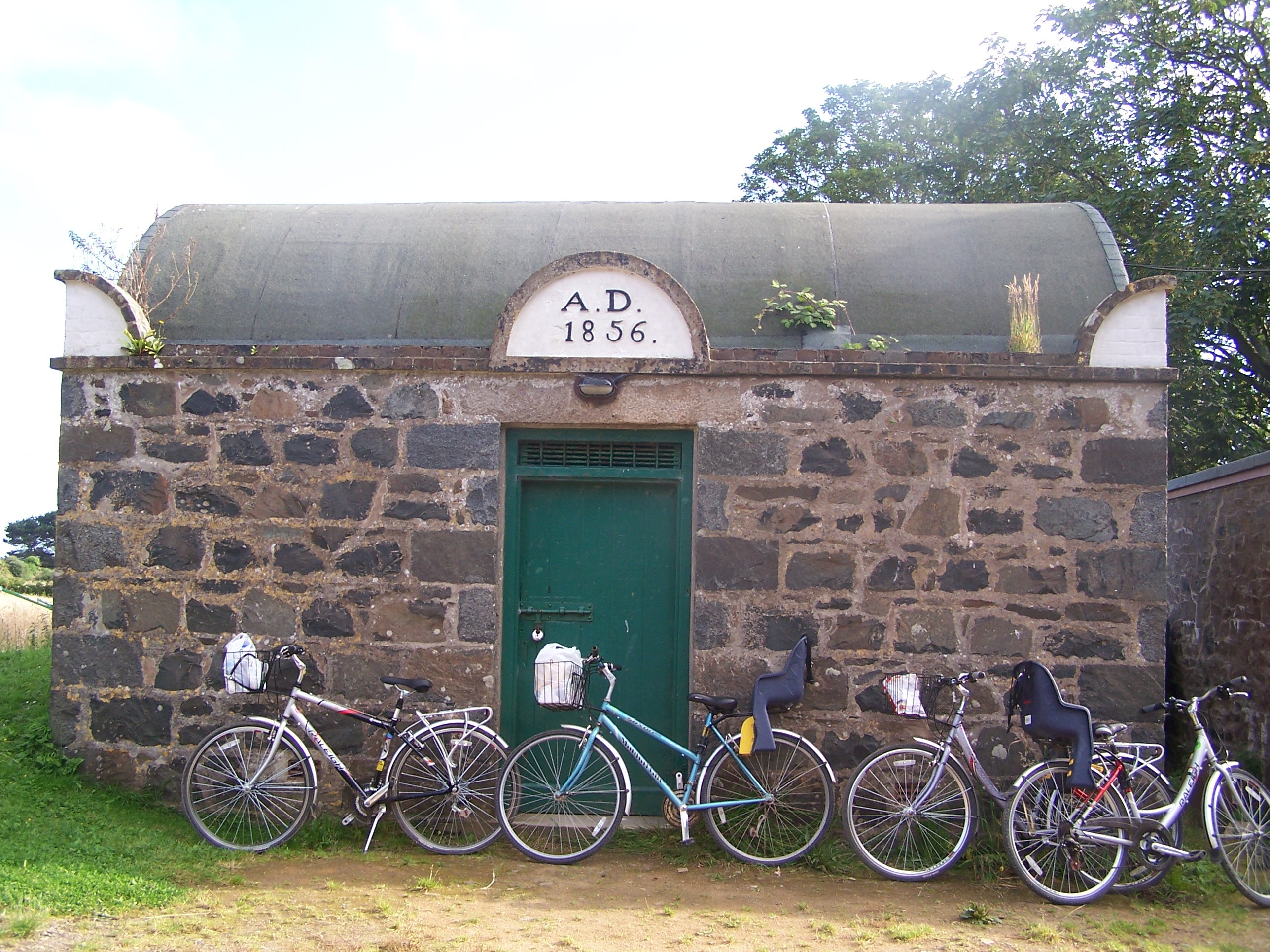
Das Gefängnis

Als Teil der Kanalinseln ist Sark Kronbesitz (englisch crown dependency) und somit nicht Teil des Vereinigten Königreiches, sondern direkt der britischen Krone unterstellt. Die ehemalige Mitgliedschaft des Vereinigten Königreiches in der Europäischen Union erstreckte sich darum ebenfalls nicht auf die Kanalinseln. Politisch ist Sark zwar Guernsey unterstellt, aber weitgehend autonom. Im Parlament von Guernsey gibt es umgekehrt keine Abgeordneten für Sark.
Weniger wichtige und nur interne Angelegenheiten betreffende Gesetze werden vom Chief Pleas beschlossen. Hierbei hat der Seigneur das aufschiebende Vetorecht. Solche Gesetze bedürfen lediglich einer Bestätigung durch das königliche Gericht in Guernsey. Wichtigere Gesetze benötigen dagegen nach dem Beschluss durch den Chief Pleas die Zustimmung der britischen Regierung (formell: der König auf Ratschlag des Privy Council).
Ähnlich gestaffelt ist die Zuständigkeit des Gerichts, das Geldstrafen bis zu 2.000 Pfund und Gefängnisstrafen bis zu einem Monat verhängen darf, alles andere wird mit Einspruchsrecht des Gerichts auf Sark vom königlichen Gericht in Guernsey geregelt. Sark verfügt über ein 1856 erbautes eigenes Gefängnis, das heute noch benutzt wird, jedoch vor allem als Ausnüchterungszelle und für maximal zwei Tage Haftdauer. Langzeitgefangene werden auf Kosten Sarks nach Guernsey verlegt. Es gibt außerdem eine eigene Schule mit etwa 60 Schülern zwischen 4 und 16 Jahren; der mit 16 Jahren abzulegende Schulabschluss GCSE wird heute per Fernunterricht vorbereitet, während das Advanced Level auf Sark nicht möglich ist.
Auf Sark gibt es keine Einkommensteuer, keine Sozialversicherungen und keine Sozialhilfe.
Dass die Insel innerhalb des Bailiwick of Guernsey autonom ist, geht auf das konfliktreiche 16. Jahrhundert zurück.

### Chief Pleas

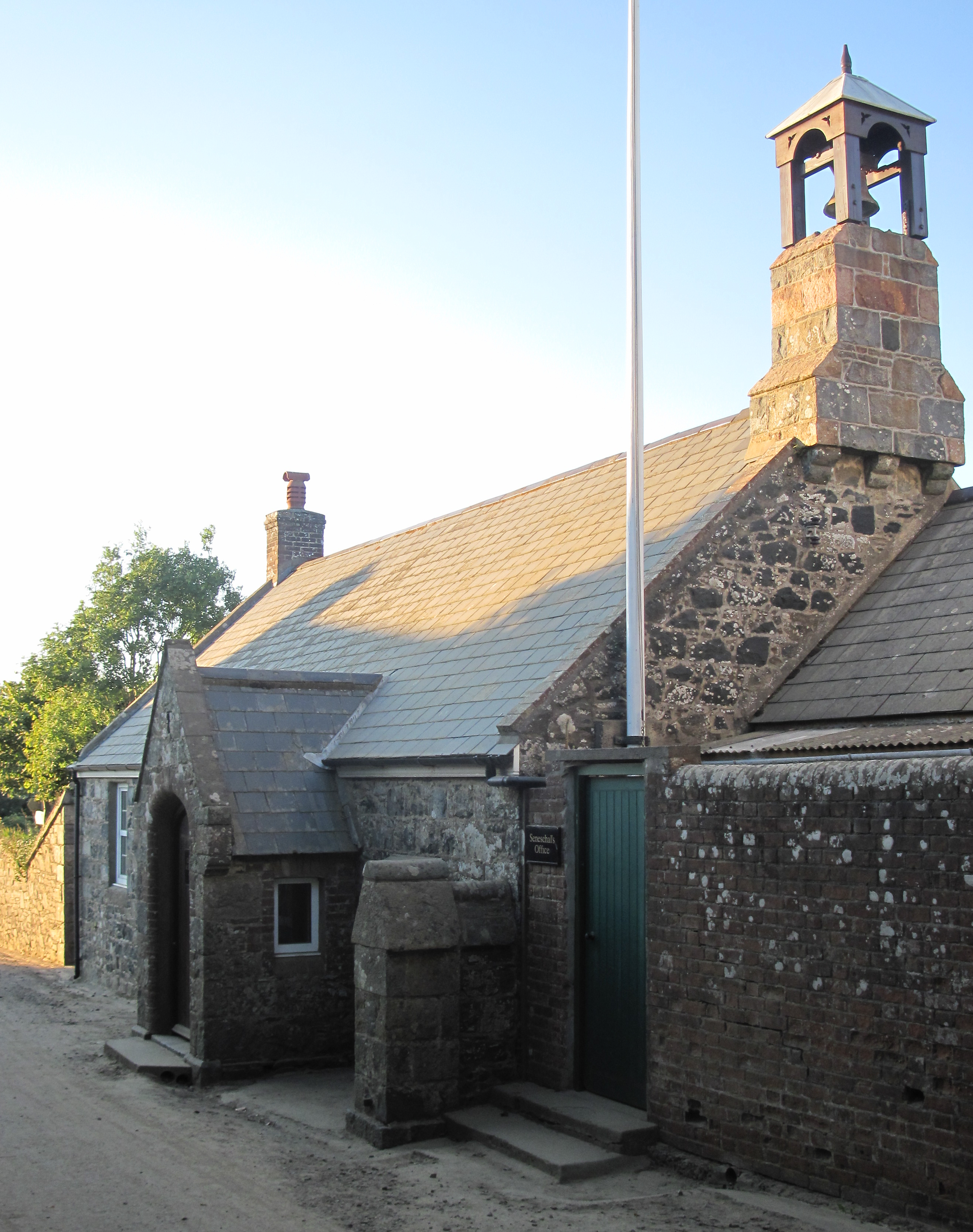
Hier finden Sitzungen des Chief Pleas sowie Gerichtsverhandlungen statt.

Siegel des Chief Pleas

Das Chief Pleas hat die legislative Gewalt inne und besteht
- aus dem Seigneur
- einem gewählten Präsidenten
- und 28 Conseillers

Die Letzteren werden von den Einwohnern gewählt. Aktives Wahlrecht hat, wer über 18 ist und die Eintragung ins Wählerregister beantragt hat; dafür sind u. a. 24 Monate regelmäßigen Wohnens auf Sark die Voraussetzung. Für das passive Wahlrecht ist darüber hinaus die britische Staatsbürgerschaft notwendig; das Amt eines Conseillers ist unvereinbar mit dem des Seigneurs, Seneschals, Prévôts, Greffiers, Treasurers und ihrer jeweiligen Vertreter. Die Conseillers haben ihr Amt für vier Jahre inne; reguläre Wahlen finden aber alle zwei Jahre statt und sind so gestaffelt, dass immer die Amtszeit der Hälfte der Conseillers ausläuft. Der Präsident des Chief Pleas kann aus seinen eigenen Reihen gewählt werden, tritt dann aber vom Amt des Conseillers zurück. Sitzungen finden regelmäßig dreimal im Jahr statt: Am jeweils ersten Mittwoch nach Ostern, Michaelis und dem 15. Januar. Zusätzliche Sitzungen sind aber nicht ungewöhnlich. Besondere Aufgaben übernehmen die Douzaine, eine gewählte Gruppe von zwölf Conseillers, und weitere themenbezogene Komitees. Douzaine heißen auch die Gemeinderäte auf Guernsey und Jersey; auf Sark wurde diese Institution aufgrund des Fürsorgeproblems 1770 eingeführt.
Die erste Sitzung dieses Parlaments fand im November 1579 statt. Verändert hat sich seine Zusammensetzung und Funktionsweise 1604, 1922 und ganz wesentlich mit der Reform 2008/10, die das heutige System mit gewählten Conseillers und einem gewählten Präsidenten einführte anstelle der älteren Regelung, nach der die meisten Sitze für die Besitzer der Quarantaine Tenement reserviert waren und der Seneschal zugleich Vorsitzender des Chief Pleas war.

### Seneschal
Der Seneschal ist der Richter der Insel, ihm steht alle judikative Gewalt zu. Er wird durch ein Komitee ernannt, dem der Seigneur und zwei weitere von diesem ernannte Mitglieder angehören. Seine Amtszeit endet im Alter von 65, bei Neuernennung mit 75 Jahren; ansonsten kann er nur auf eigenen Wunsch zurücktreten oder notfalls durch den Lieutenant Governor von Guernsey seines Amtes enthoben werden.
Sein Amt existiert seit 1675. Abgesehen von einer ersten Begrenzung seiner Amtszeit 1922 änderte sich das Amt grundlegend 2010, als der zuvor auch dem Chief Pleas vorsitzende Seneschal auf seine judikativen Funktionen beschränkt wurde und die Ernennung durch ein Komitee statt durch den Seigneur alleine eingeführt wurde.

### Weitere politische Ämter
Besondere Ämter sind ferner (nebst Stellvertretern):
- Prévôt (sorgt für die Umsetzung der Gerichtsbeschlüsse)
- Greffier (Sekretär bei Chief Pleas und Gericht)
- Treasurer (Finanzen)
- „The Constables“: Constable (Polizei- und Verwaltungsaufgaben) und Vingtenier (hilft dem Constable)
- Procureur des Pauvres (Hilfe für Arme)

Dabei werden Prévôt und Greffier mit Zustimmung des Lieutenant Governor von Guernsey vom Seigneur ernannt, während Treasurer, Constable, Vingtenier und Procureur of the Poor vom Chief Pleas gewählt werden.
Mit Prévôt, Greffier, Constable und zwei Vingteniers (u. a.) entstand dieses Ämtersystem im Wesentlichen bereits beim ersten Zusammentreten des Chief Pleas. Reduziert wurde es in den folgenden Jahrzehnten; eine weitere wesentliche Verschiebung trat zugleich mit der Einführung des Seneschalsamts 1575 ein, als die Ernennung von Prévôt und Greffier vom Chief Pleas auf den Seigneur überging. Bis 2008 wurde auch der Treasurer von diesem ernannt.

### Besondere Gesetze
Durch den autonomen Status und die eigene Gesetzgebung der Insel haben seltsam anmutende, aber immer noch gültige Gesetze die Jahrhunderte überlebt, von denen aber einige in den letzten Jahrzehnten verschwunden sind. Die Privilegien des Seigneurs beispielsweise wurden oben beschrieben.
Auf sämtlichen Kanalinseln ist das Relikt des Clameur de Haro verbreitet, die – heute kaum noch genutzte – Möglichkeit, durch ein französisch gebetetes Vaterunser und einen symbolischen Hilferuf an den Fürsten bei allem, was man als Verletzung seiner Rechte ansieht, Aufschub erreichen zu können.
Erst 2003 wurde durch Ausweitung der Kompetenzen des königlichen Gerichts in Guernsey ein weiteres altes Gesetz geändert, nach dem eine Ehescheidung nur dann möglich war, wenn einer der beiden Ehepartner für ein Jahr die Insel verließ. In Sark selbst gibt es aber immer noch keine Regelungen zur Scheidung. Ein Gesetz, das die Vererbung von Land und Besitz an Töchter verbot, wurde 1999 außer Kraft gesetzt. Heute kann der Vorbesitzer jedes seiner Kinder zum Erben seines Landes ernennen; falls er keines ernannt hat, erbt das älteste, egal, ob Sohn oder Tochter. Auslöser für diese Änderung waren wie bei den parlamentarischen Reformen (siehe oben) die Barclay-Brüder, die mit einer Klage beim Europäischen Gerichtshof für Menschenrechte drohten und sich im britischen Innenministerium dafür einsetzten.

## Geschichte

### Vor 1565
Man weiß recht wenig über das Leben auf der Insel vor dem 16. Jahrhundert, kann jedoch eine jungsteinzeitliche Besiedlung nachweisen, von der zahlreiche Großsteingräber zeugen.
Auch die Römer waren vermutlich mindestens zwei Jahrhunderte auf der Insel.
565 begannen der Heilige Magloire und 62 Mönche die Insel zu kultivieren. Das Kloster überstand Plünderungen der Wikinger im neunten Jahrhundert. 933 wurde der normannische Jarl Wilhelm I. mit der Insel belehnt. Die Jarle (später Herzöge) gaben der Insel im Laufe der Jahrhunderte verschiedenen Herren, so gehörte sie bis 1042 zur Abtei Mont-Saint-Michel. Das Kloster von St. Magloire wurde zwar ca. 1160 nominell wiederhergestellt, umfasste aber nur einen einzigen aus Montebourg stammenden Mönch, der den Titel des Priors von St. Magloire trug und für die Seelen der jeweiligen Besitzer Sarks beten sollte.
1274 hatte Sark etwa 400 Einwohner; bis Ende des 14. Jahrhunderts bezog der englische König ein beachtliches Einkommen aus der Insel.
Vermutlich durch den Schwarzen Tod (Pest) entvölkert, wurde die nun menschenleere verwilderte Insel im 16. Jahrhundert in Kriegszeiten von Marineeinheiten benutzt und diente in Friedenszeiten Piraten als Unterschlupf. 1549 baute die französische Marine hier Festungen, deren hundertköpfige Besatzung bereits 1553 von einem flämischen Korsaren vertrieben wurde.

### 1565–1643

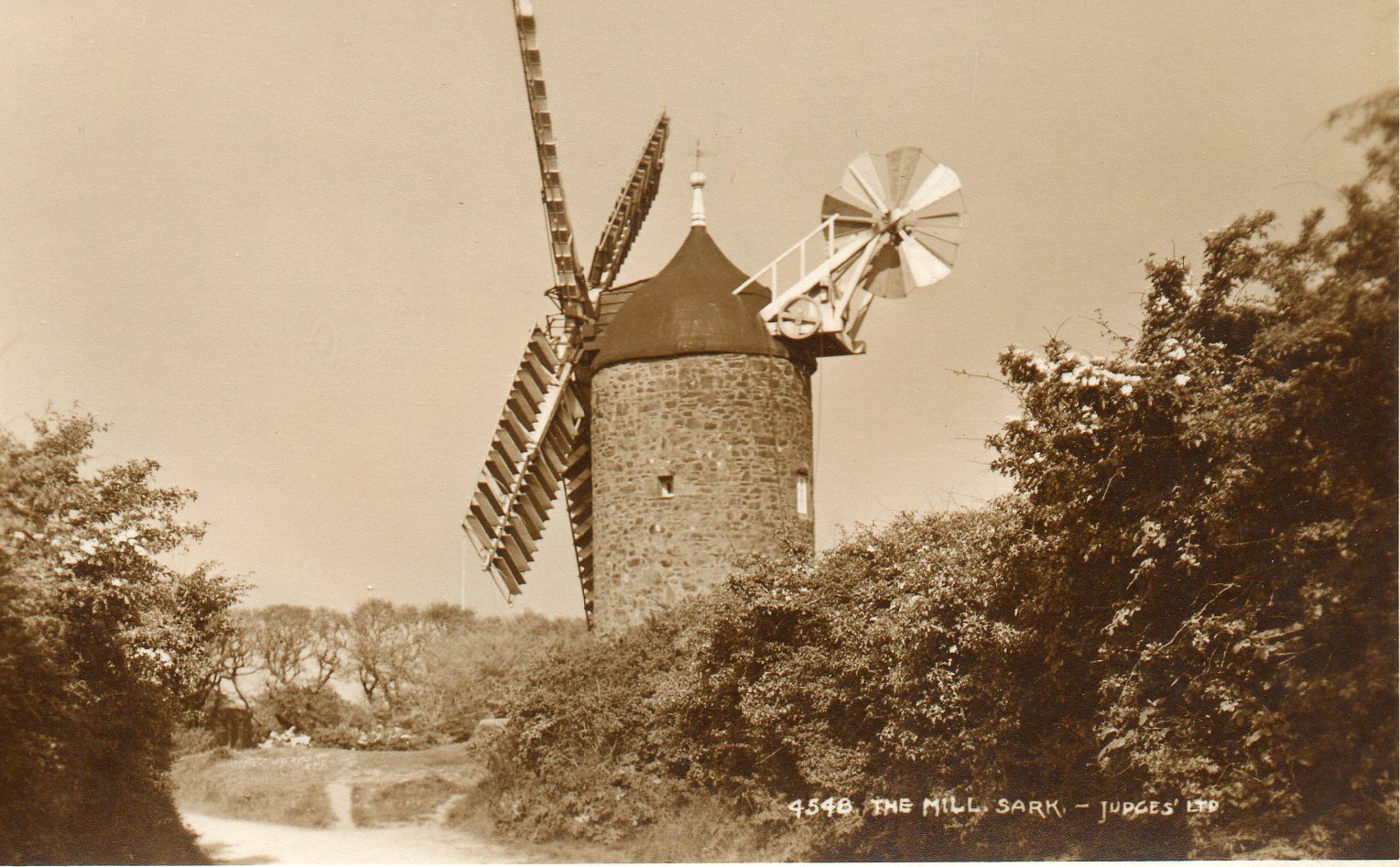
Windmühle auf Sark, erbaut 1571
(Bild ca. 1905; heute ohne Flügel)

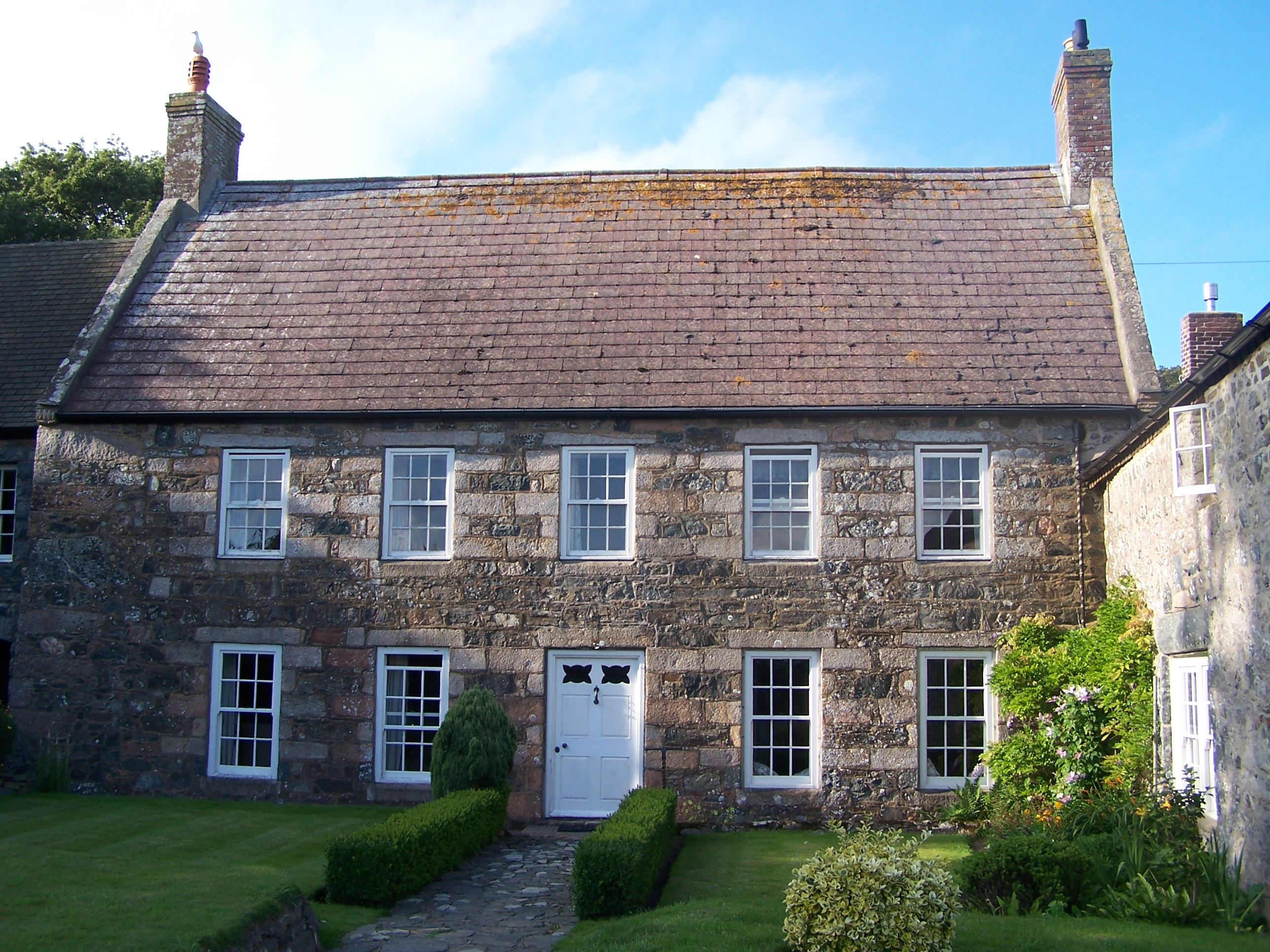
Le Manoir: das Herrenhaus der ersten Jahrhunderte.

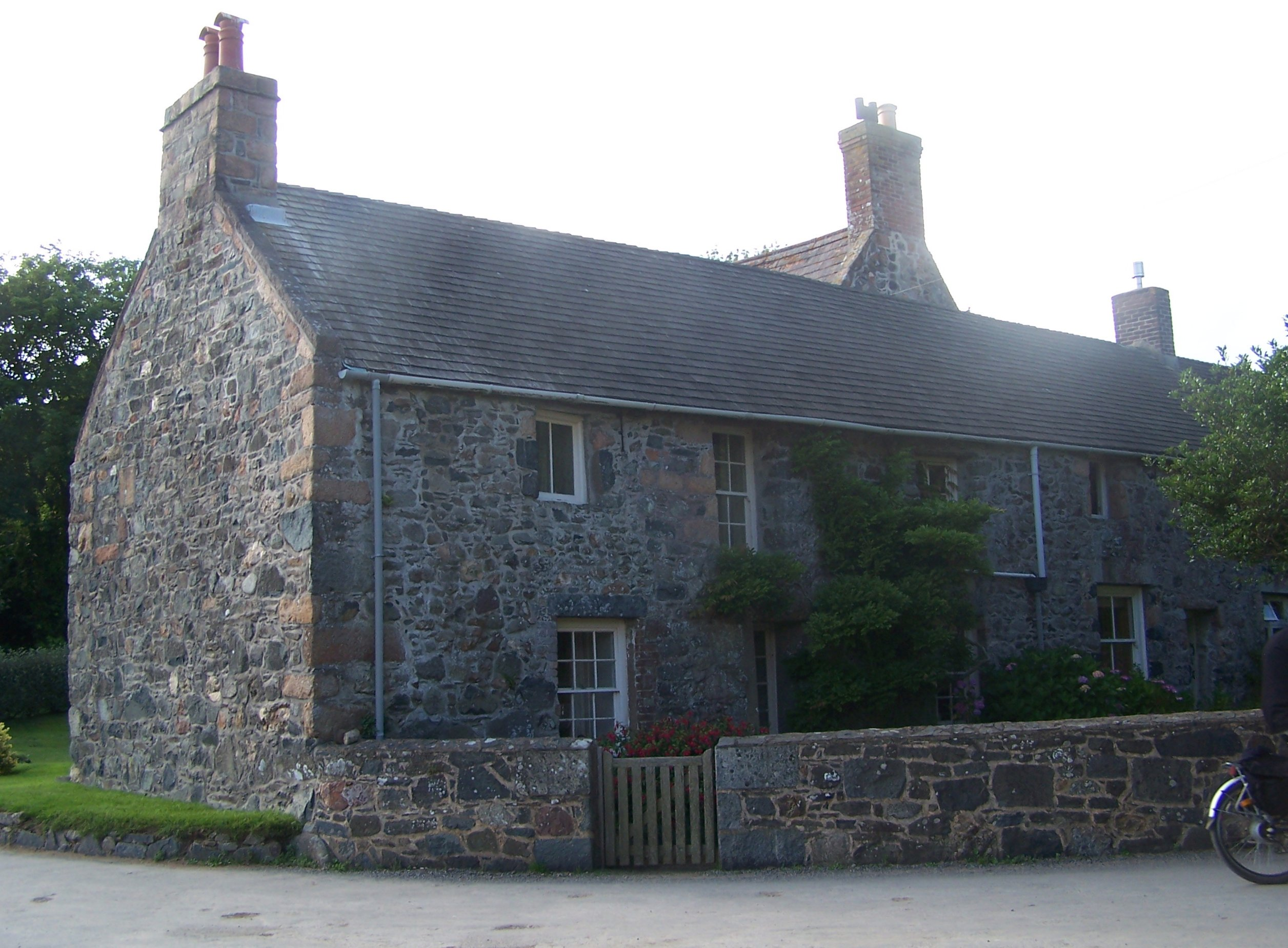
Le Manoir, Anbauten. Diese Häuserreihe, von der hier nur der Anfang sichtbar ist, beherbergte unter anderem Kirche und Schule der Insel. In einem der Häuser wohnte auch der Seigneur vor Fertigstellung des Hauptgebäudes.

1563 pachtete Hélier de Carteret, Seigneur von St. Ouen auf Jersey, die Insel und begann die Wiederbebauung. Nach dem Vorbild eines französischen Adeligen, der sich 1560 für seinen König auf Sark an einem ähnlichen Projekt versucht hatte, glaubte er, die Insel durch eine permanente nicht rein militärische Besiedlung preisgünstig verteidigen zu können, um so englische Handelsschiffe ebenso wie St. Ouen vor Piratenangriffen zu schützen. Durch einen Patentbrief (Letters patent) von Elisabeth I. aus dem Jahr 1565 wurde die Übergabe der Insel bestätigt, mit der Bedingung verbunden, dass es ihm gelänge, die Insel innerhalb einer Frist von zwei Jahren dauerhaft mit 40 Untertanen der Königin zu bevölkern und gegen Angriffe zu verteidigen. Die meisten seiner Siedler waren Presbyterianer von der Insel Jersey sowie einige exilierte französische Hugenotten. Diese Einwohner versuchten eine unabhängige Regierung nach Vorbild Jerseys, was zu Konflikten mit Guernsey führte. Der Handel verstärkte in der Folgezeit die Beziehung zu Guernsey.

#### Verfassungsgeschichte
Als Belohnung für die Besiedlung der Insel wurde Sark, bisher zu dem ererbten Lehen St. Ouen auf Jersey gehörig, 1572 ein selbständiges, direkt von der Krone verliehenes Lehen (Fief Haubert), das mit St. Ouen in Personalunion verbunden war. Den Status eines Fief Haubert hatte St. Ouen selbst inne – er brachte die Privilegien der Steuerhoheit und Zollfreiheit sowie eines eigenen Gerichts mit sich. Schon nach dem Patentbrief Elizabeths I. von 1565 sollte das Siegel des Seigneurs dieselbe Gültigkeit haben wie die Siegel von Guernsey und Jersey. Obgleich die traditionelle Zugehörigkeit zu Guernsey in den Dokumenten von 1565 und 1572 implizit bestätigt wurde, versuchte Seigneur Hélier de Carteret die Erhebung zum Fief Haubert zu seinen Gunsten auszulegen, sprach auf Sark persönlich nach den Sitten Jerseys Recht und ignorierte Anordnungen aus Guernsey. Auf seinen Rat hin stimmte sein Sohn Philippe, nachdem er die Regierung Sarks übernommen hatte, einer Petition der Einwohner zu, die um ihre Unabhängigkeit fürchteten und sich ein unabhängiges Regierungssystem nach dem Vorbild ihrer Heimat Jersey wünschten. Philippe berief 1579 eine Versammlung der Inselbewohner ein, die die Einführung eines eigenen Gerichts beschloss sowie zwölf (ursprünglich zehn) Geschworene (Jurats), einen vorsitzenden Richter (Bailiff) und neun zusätzliche Amtsträger wählte. Damit trat erstmals ein Chief Pleas zusammen.
Nach Konflikten mit dem Gericht und der Regierung Guernseys, die mit der Existenz eines neuen Gerichts in ihrem Einflussbereich nicht einverstanden waren, und einer Musterung der Inselbevölkerung, bei der die erforderliche Zahl von 40 Männern nicht festgestellt werden konnte, wurden in Abwesenheit des Seigneurs 1582 zwei Jurats und der Bailiff verhaftet und nach Guernsey verbracht. Beigelegt wurde dieser Konflikt erst durch den britischen Kronrat (Privy Council), nach dessen Beschluss von 1583 das Gericht auf Sark, in Anbetracht der kleinen Bevölkerungszahl, auf vier Jurats, einen vorsitzenden Richter (Juge) und vier zusätzliche Amtsträger verringert werden sollte. Die Autorität dieses Gerichts war begrenzt, entschieden werden sollte nach den Gebräuchen Guernseys. Es wird angeordnet, dass sich die „besagten Jurats und Amtsträger […] dreimal jährlich versammeln […], um ihren Chief Pleas abzuhalten und mit Einverständnis des Seigneurs und der Allgemeinheit […]“ die öffentliche Ordnung zu regeln. Die Versammlungstermine sind heute noch die gleichen. Vor allem aber wird hier das Verhältnis zu Guernsey erstmals verbindlich geregelt.
Im Laufe der Zeit wuchs die Bevölkerungszahl; es wurden neben den bestehenden Tenements neue Anwesen errichtet, teils ohne Wissen des meist abwesenden Seigneurs. Das hatte zwei für das politische System der folgenden Jahrhunderte prägende Auswirkungen: Erstens beschloss der Chief Pleas im Jahr 1604, dass nur die Tenants der Quarantaine Tenements als Familienoberhäupter mit Stimmrecht im Chief Pleas repräsentiert sein sollten. Zweitens ordnete auf Bitten des Seigneurs 1611 eine königliche Urkunde an, dass jedes der Tenements unter denselben lehnsrechtlichen Bedingungen wie die Seigneurie stehen und damit unteilbar sein sollte – so sollte die ökonomische Überlebensfähigkeit gesichert werden. Letzteres wurde nicht immer beachtet, doch galten beide Regeln prinzipiell mehrere Jahrhunderte.

### 1643–1789

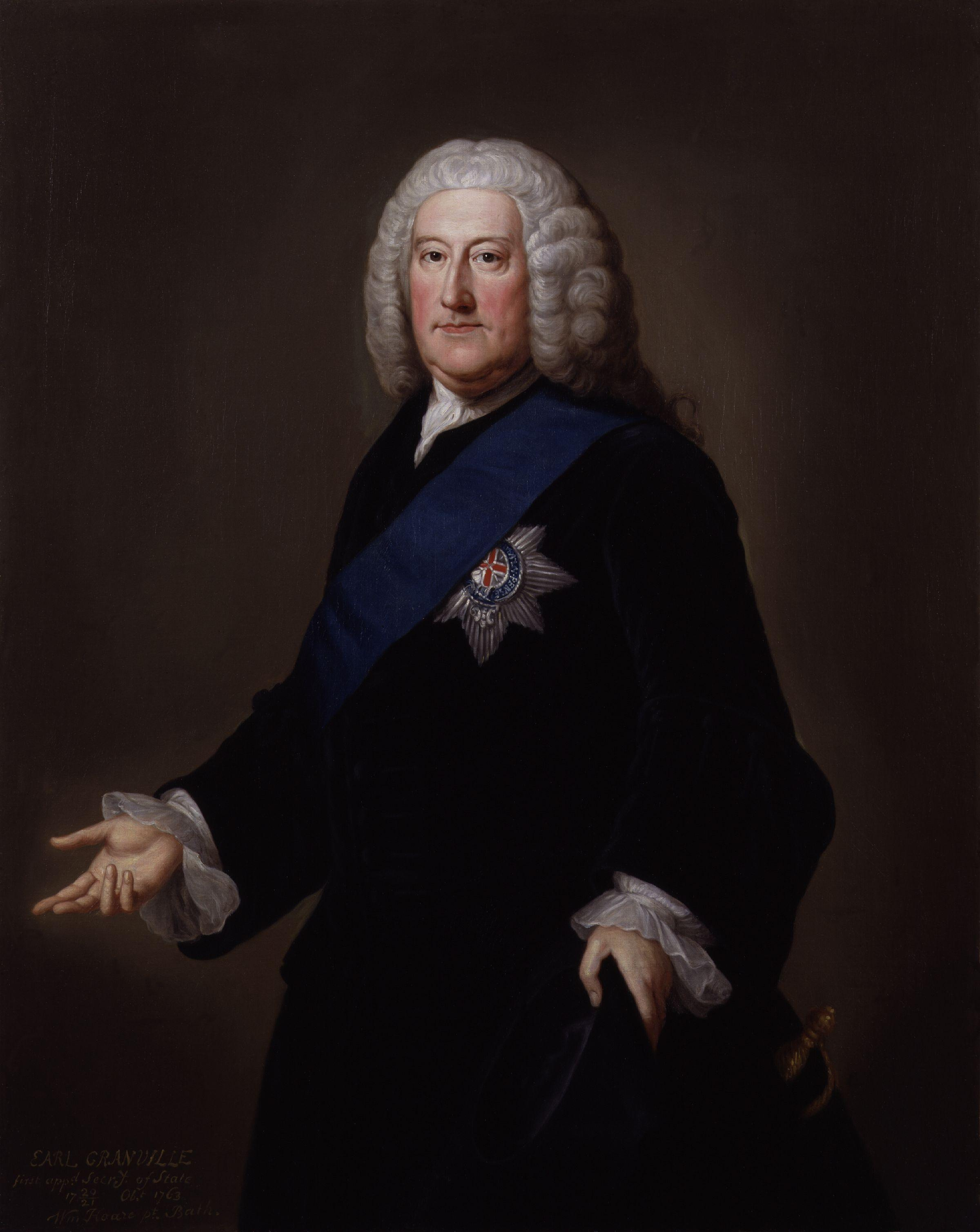
John Carteret, letzter Seigneur aus der Gründerfamilie bis 1720

Während des Englischen Bürgerkriegs gingen die Rechte des Seigneur teilweise auf einen Richter über. Dieser ließ es zu, dass Lehen nicht mehr vollständig vererbt, sondern verbotenerweise aufgeteilt wurden. Die hierbei teilweise zersplitterten Parzellen wurden nach der Restauration rasch wiedervereinigt. Wesentlich nachhaltiger war das gestärkte Selbstbewusstsein der presbyterianischen Beamten, die sich nun weigerten, den Treueeid nach anglikanischer Art abzulegen.

#### Verfassungsgeschichte
In Reaktion darauf entstand das heutige Amtsträger-System, nach dem anstelle der gewählten Jurats ein einzelner Seneschall Gericht hält, der – wie auch andere ehemals gewählte Amtsträger – vom Seigneur ernannt wird. 1675 wies der Kronrat das Gericht in Guernsey an, die Jurats auf Sark zu entlassen und statt ihrer einen Seneschall zu vereidigen, den der Seigneur ernennen solle, „in ähnlicher Weise, wie es der besagte Sir Philippe [Seigneur von Sark] in St. Ouen auf Jersey tut und wie andere Lords der Insel Jersey und Guernsey auf ihren jeweiligen Gütern und Lehen welche ernennen“.
1720 verkaufte Seigneur John Carteret, wie seine Vorfahren außerdem Seigneur von St. Ouen und überdies aktiver Politiker und Diplomat in Großbritannien und darüber hinaus, die Insel. Nach einem Jahrzehnt unter unterschiedlichen englischen Besitzern gelangte sie an die Familie Le Pelley, die schon zuvor auf Sark ansässig war und für die Verlegung der Seigneurie an ihren heutigen Standort – das Anwesen, wo die Familie auch bisher gelebt hatte – verantwortlich ist.

### 19. und 20. Jahrhundert

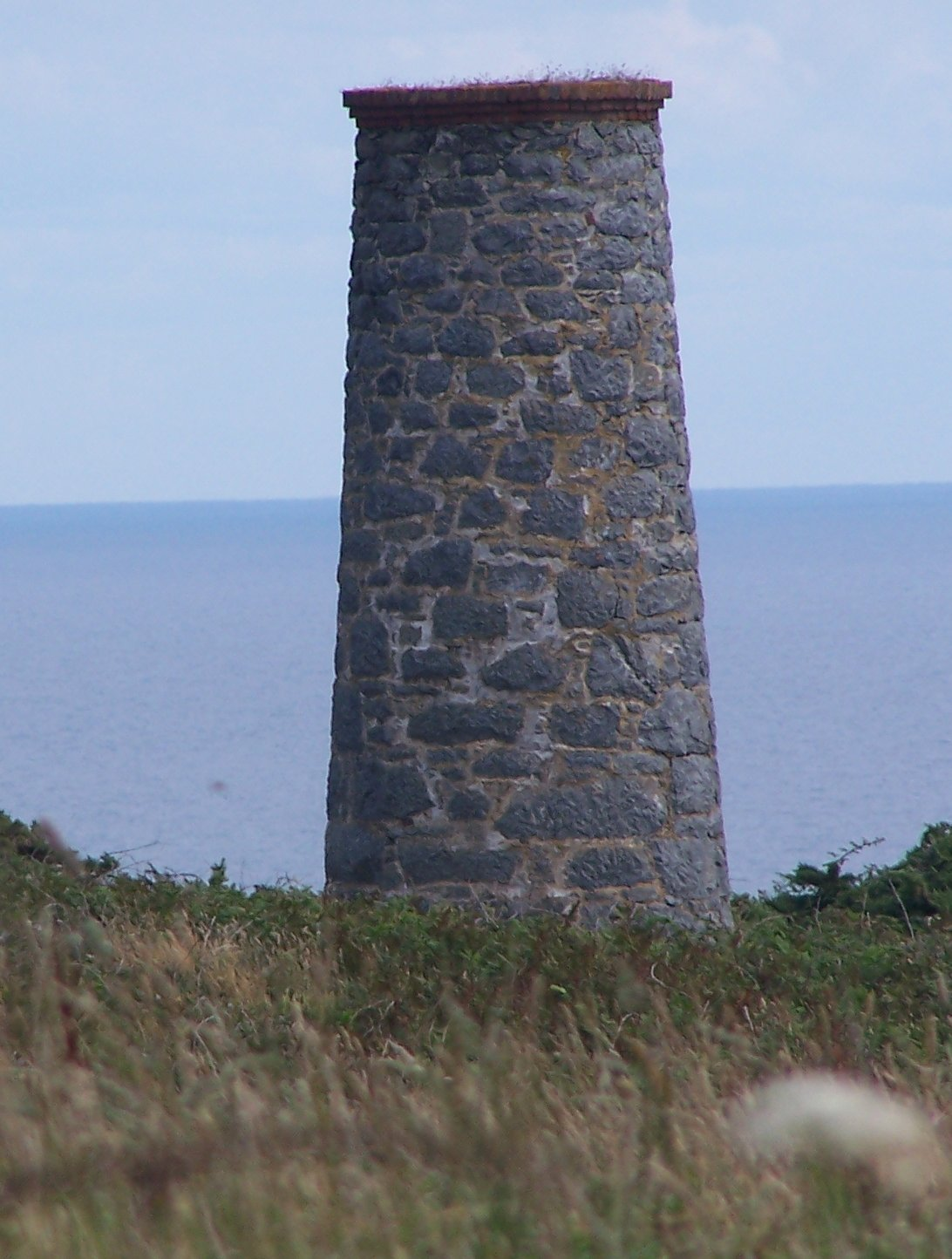
Verlassene Silbermine auf Little Sark (19. Jh.)

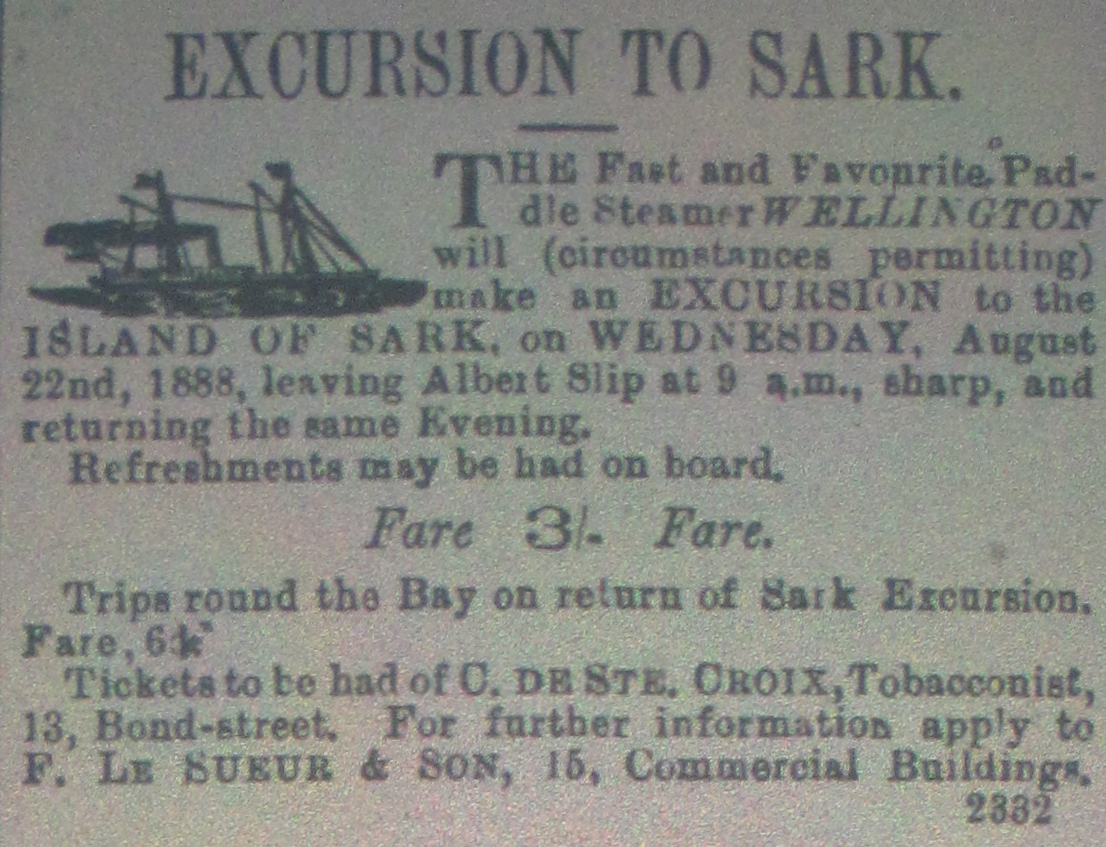
Zeitungsanzeige für einen touristischen Ausflug nach Sark, 1888

Die Französische Revolution erzeugte auch auf Sark in den 1790er Jahren eine starke antifeudale Stimmung. Die Mühle des Seigneurs wurde angezündet, um dessen Mühlmonopol zu brechen.
Ein vergeblicher Versuch, auf Little Sark Kupfer und Silber abzubauen, endete später in der Verschuldung des Seigneurs und dem Verkauf seines Amtes 1852 an die Familie Collings, englischen Ursprungs, aber seit über einem Jahrhundert in Guernsey ansässig, deren direkter Erbe der gegenwärtige Seigneur ist.
Schon in den 50er Jahren des 19. Jahrhunderts begann die Bedeutung des Tourismus, was durch die Einführung der heute noch üblichen Landegebühr im Hafen 1859 augenfällig wird. Die Bedeutung der englischen Sprache in der Bevölkerung stieg. Viele von auswärts Kommende kauften oder pachteten außerdem Land; dass man durch Letzteres nicht im Chief Pleas vertreten war, war einer der Gründe für die Einführung der heutigen zwölf gewählten Abgeordneten 1920.
Im Zweiten Weltkrieg war Sark, wie die anderen Kanalinseln auch, von der deutschen Wehrmacht besetzt. Im Gegensatz zu den Einwohnern vieler Inseln, die sich vorher nach England evakuieren ließen (in Alderney etwa gab es während der Besetzung noch ganze zwei Haushalte), blieben die Einwohner Sarks auf ihrer Insel. Sibyl Hathaway, die damals als Dame de Sercq die Stelle des Seigneurs einnahm, behandelte die Besatzer freundlich, aber autoritär („Ihr Wort war Gesetz. Sogar für uns […]“, meinte ein deutscher Soldat dazu). Hathaway war neben dem Guernseyer Jurat (Laienrichter, ähnlich einem Schiedsmann) Lainé die einzige politisch einflussreiche Person, die sich weigerte, deutsche Befehle zu unterschreiben.
Im September 1942 sollten nach einem Befehl alle Personen von den Kanalinseln nach Deutschland deportiert werden, die „ihren festen Wohnsitz“ nicht dort hatten, sowie nicht auf den Inseln geborene „Männer zwischen 16 und 70 Jahren […] englischer Volkszugehörigkeit“ samt Familie.
Auf Sark betraf dies zunächst neun Personen. Nach einem militärisch nahezu wertlosen britischen Kommandoüberfall auf Sark zwei Wochen später wurden im Februar 1943 weitere 63 Menschen aus Sark deportiert, darunter angeblich alle ehemaligen Offiziere, aber auch Frauen und Kinder. Darunter fiel auch Sibyl Hathaways Ehemann, der im Ersten Weltkrieg britischer Fliegeroffizier gewesen war. Ein weiteres britisches Kommando scheiterte vollends, da die Klippen inzwischen durch Minenfelder befestigt waren.
Nach der Landung der Alliierten in der Normandie 1944 hungerten die Kanalinseln bis zu ihrer Befreiung durch britische Truppen, die erst zwei Tage nach der Kapitulation der Wehrmacht stattfand. Man hatte zwar auch auf Sark „Schlimmes erlebt“, so das Urteil des Jerseyer Journalisten Roy McLoughlin, aber „die Erinnerungen an die Besatzungszeit waren nicht so bitter wie auf den größeren Inseln.“ Die „enge Gemeinschaft“ der Menschen dort habe die gegenseitige Hilfe und den während der Belagerungszeit notwendigen Tauschhandel einfacher gemacht.
Auch die Website der Regierung vertritt diese Auffassung.

#### Verfassungsgeschichte
Anfang des 20. Jahrhunderts waren 80 % der Bewohner Sarks nicht im Chief Pleas vertreten; dagegen hatten einige Tenants mehrere Tenements und damit auch mehr Stimmen (die Spitze bildete Familie Baker mit 9 Tenements). Indem er auf unbegrenzte Zeit ernannt war, nicht abgesetzt werden konnte und zugleich Richter und Vorsitzender des Chief Pleas war, hatte der Seneschall eine große Machtfülle inne. Auf Initiative der Bevölkerung ging man eine Reform an; unter Druck des Bailiffs von Guernsey wurde schließlich 1922 eine geschriebene Verfassung durchgesetzt, die vor allem die bisherige Praxis festschrieb, diese aber dahingehend änderte, dass
- zu den Tenants 12 von den Einwohnern wählbare Deputies hinzukamen (aktives Wahlrecht: Männer ab 20 Jahren, Frauen, sofern nicht steuerpflichtig, ab 30 Jahren, passives Wahlrecht seit 1925 für männliche Steuerzahler ab 20 Jahren),
- jedem Mitglied des Chief Pleas nur noch eine Stimme zustand, unabhängig von der Zahl der Tenements und
- der Seneschall nur noch für drei Jahre ernannt wurde (mehrere Amtszeiten möglich und auch üblich)[35].

Zusammen mit allen Kanalinseln reformierte auch Sark 1951 erneut seine Verfassung; Resultat dieses Prozesses war das mit Änderungen das ganze restliche Jahrhundert hindurch gültige Reform Law. Hier wurden erneut ältere Bräuche festgeschrieben sowie praktische Probleme geregelt, die in den Vorjahren zu Tage getreten waren. Zudem wurde dem Seigneur nur noch ein aufschiebendes Veto zugesprochen, dauerhaft blockieren konnte er Beschlüsse des Chief Pleas nicht mehr. 1952 bewarben sich zwei Frauen für einen Sitz als Deputy; eine davon wurde gewählt.
Deputy Lanyon und Tenant Head kritisierten in den 50er Jahren die Politik der Insel. Sie wünschten sich mehr Demokratie und Transparenz, forderten die Überprüfung der Regierung durch eine Kommission der britischen Regierung und bemängelten die geringe Zweckmäßigkeit des Chief Pleas, in dem die Tenants teilweise kaum zur Mitarbeit in der Politik bereit waren. Es kam zu Angriffen auf sie in Worten und auch Taten: Lanyons Scheune wurde in Brand gesetzt und sein Geschäft boykottiert. Beide zogen sich aus der Politik zurück.

### Verfassungsreform im 21. Jahrhundert
Zu einer Reform drängte im ersten Jahrzehnt die Sorge um das Fortbestehen der Autonomie der Insel und weil die Tenements und damit bisher auch politischer Einfluss auch von reichen Fremden erworben werden können. Ein wichtiger Faktor war der Druck der Brüder David und Frederick Barclay, die die Nachbarinsel Brecqhou als Tenement erworben haben und die Unabhängigkeit dieser Insel anstreben. Auch die Zulassung weiblicher Erbfolge geschah auf ihre Veranlassung hin.
Die Diskussionen um die Verfassungsänderung dauerten mehrere Jahre an und haben 2006 und 2007 unter anderem zu mehreren außerplanmäßigen Sitzungen des Chief Pleas und zu unterschiedlichen Beschlüssen geführt:
- Nach einem Beschluss vom 8. März 2006 müssten 14 von 28 Abgeordneten Tenants sein. Diese Variante war von der Öffentlichkeit schon vorher in einer allerdings nur von gut 35 Prozent der volljährigen Einwohner Sarks besuchten Umfrage abgelehnt worden.[39] Manche Stimmen traten dagegen schon nach dieser umstrittenen Änderung für eine vollständige Beibehaltung des feudalistischen Systems ein.[40]
- Nach einem Beschluss vom 4. Oktober 2006 sollte es künftig 28 völlig frei gewählte Abgeordnete geben.[41] Für dieselbe Option hatten zuvor auch die Einwohner Sarks in einer Meinungsumfrage mehrheitlich (56 % der gültigen Stimmen) gestimmt.[42] Im Chief Pleas war vereinbart worden, das Ergebnis dieser Umfrage zu berücksichtigen, wenn eine Option eine Mehrheit von mindestens 20 % erhalte. Unstimmigkeiten über die Berechnung dieser Mehrheit führten am 17. Januar 2007 zur einstweiligen Aufhebung des Beschlusses von Oktober 2006: Die Mehrheit, die im Chief Pleas als 27 % vorgestellt worden war und damit zur Annahme der befürworteten Option führte, betrug nach der üblichen Berechnungsvariante nur 12 %.[43]
- Ein Gesetzesentwurf von Juli 2007,[44] der auf einen nicht endgültigen Beschluss vom April desselben Jahres folgte, sah ab Dezember 2008 für eine vierjährige Übergangszeit 28 Sitze im Chief Pleas vor, 12 davon für Tenants reserviert. Danach sollte die Bevölkerung durch ein verbindliches Referendum entscheiden, ob die Übergangsregelung beibehalten würde oder ob alle 28 Sitze „offen“ sein sollten.[45] Der Britische Kronrat, der Gesetze auf den Kanalinseln absegnen muss, hätte am 14. November über die endgültige Zustimmung entschieden; der Entwurf wurde aber nach einer Petition der Barclay-Brüder (s. u.) zurückgezogen.[46] In der folgenden Sitzung des Chief Pleas kam es schließlich zu einem endgültigen Beschluss, der, was die Wahl des Chief Pleas angeht, die gegenwärtigen Regelungen traf.

Der ersten Wahlen nach dem neuen System haben am 10. Dezember 2008 stattgefunden. In der Zeit vor der Wahl hatten die Barclays zahlreiche Investitionen auf Sark getätigt. Fünf der sieben Hotels sowie ein Gasthaus und einige Läden gehörten ihnen, fünf Millionen jährlich investierten sie nach eigenen Angaben in die Insel. Auch eine Zeitung der Insel hatten sie aufgekauft, die teilweise polemisch zu den Kandidaten der Wahl Stellung nahm. Das Resultat der Wahl entsprach dennoch nicht ihren Vorstellungen: Nur fünf der 28 gewählten Kandidaten waren pro-reform eingestellt, berichtete BBC News; Kevin Delaney, ein leitender Angestellter der Barclay-Unternehmen auf Sark und als Tenant bisher Mitglied des Chief Pleas, war nicht unter den Gewählten. In Reaktion darauf schlossen die Barclays am folgenden Tag ihre Unternehmen auf der Insel, was einen Verlust von ca. einhundert Arbeitsplätzen bedeutete. Die Barclays hätten der Insel viel gegeben, „um nicht nur keinen Dank zu bekommen, sondern auch direkt beleidigt und zurückgewiesen zu werden“, meinte ihr Rechtsanwalt Gordon Dawes.
David und Frederick Barclay planten, gegen die jetzige Verfassungsänderung zu klagen, da mit dem Vetorecht des Seigneurs und der Doppelrolle des Seneschalls als einziges Organ der Judikative und Vorsitzender der Legislative noch immer zwei Elemente der feudalen Verfassung bleiben. Der letztere Kritikpunkt wurde 2010 mit der Einführung eines gewählten Präsidenten des Chief Pleas – der Seneschal leitet nun nur noch die Sitzungen, in denen ein neuer Präsident gewählt wird – beseitigt. 2014 ging die Klage verloren. 2014 wurden von den Barclay-Brüdern vier Hotels mangels Kundennachfrage geschlossen, wovon eines 2019 wieder eröffnet wurde.

## Sport
Sark nimmt seit 1987 an den Island Games teil, Sportwettkämpfen in verschiedenen Disziplinen zwischen verschiedenen nicht souveränen Inseln, die seit 1985 alle zwei Jahre veranstaltet werden. Nach einer Charakterisierung der Insel, die im Internetauftritt dieser Spiele enthalten ist, spielen Mannschaftssportarten auf Sark keine Rolle, da es z. B. nur im Sommer in Anwesenheit vieler Saisonkräfte möglich ist, zwei Fußballmannschaften zusammenzustellen. Dementsprechend wurden die Silbermedaille und die beiden Bronzemedaillen für Sark bei den Island Games 2007 auch im Schießsport errungen. Insgesamt nahm Sark mit diesen Ergebnissen im Medaillenspiegel dieser Spiele den 20. Platz von 25 Teilnehmern ein. Sportler aus Sark waren ohnehin nur beim Schießen und im Bereich Leichtathletik vertreten.
Bisher nur bei den Island Games von 2003 in Guernsey und Alderney spielte eine nationale Fußballauswahl von Sark. Es konnte kein einziger Sieg errungen werden. Diese Mannschaft ist weder von der UEFA noch von der FIFA als offizielles Mitglied anerkannt. Der nationale Verband ist die englische Football Association.
Der britische Dressurolympiasieger Carl Hester verlebte die ersten zehn Jahre seines Lebens bei seiner Großmutter auf Sark und erlernte dort, zunächst auf einem Esel, später auf einem Pferd, das Reiten.

## Dokumentarfilme
- Bettina Borgfeld: Was kostet die Welt, 2019[55]
- Olivier Marchon: Crazy Borders - Sark: Insel der Queen, 2021[56]